# Cristianesimo in Uzbekistan
Il cristianesimo in Uzbekistan è una religione minoritaria. La maggioranza della popolazione dell'Uzbekistan (circa il 94-95%) è di religione islamica. Secondo il Dipartimento di Stato degli Stati Uniti d'America, i cristiani rappresentano oltre il 5% della popolazione, di cui il 3,5% circa sono ortodossi. Secondo il Pew Research Center, i cristiani si attestano invece al 2,5% circa della popolazione, di cui l'1,5% ortodossi; i protestanti sono circa l'1% della popolazione, mentre la presenza dei cattolici è molto limitata. La costituzione dell'Uzbekistan sancisce la separazione fra stato e religione e prevede la libertà di religione entro i limiti fissati dalla legge, che può limitarla per ragioni riguardanti l’ordine pubblico e la sicurezza nazionale. Tutte le religioni si devono registrare; qualsiasi attività religiosa condotta da un'organizzazione non registrata è considerata illegale. La legge prevede che le organizzazioni religiose debbano ottenere l'autorizzazione per importare, pubblicare o distribuire materiale religioso. Il proselitismo religioso è vietato. Nella scuola pubblica, l'insegnamento religioso è limitato ad alcune classi, dove si studiano i fondamenti delle religioni mondiali; l'insegnamento privato della religione è permesso solo nelle scuole religiose riconosciute dallo stato. La formazione del personale religioso è possibile solo nei centri riconosciuti dallo stato, che per i musulmani sono nove madrase e per i cristiani due seminari, di cui uno ortodosso e uno protestante.

## Confessioni cristiane presenti
- Chiesa ortodossa: la Chiesa ortodossa russa è la maggiore confessione cristiana presente in Uzbekistan; il territorio è compreso nell'eparchia di Tashkent, che è parte del Distretto metropolitano dell'Asia centrale;
- Chiesa cattolica: è presente nel Paese con l'amministrazione apostolica dell'Uzbekistan, immediatamente soggetta alla Santa Sede. Nel Paese i fedeli cattolici erano nel 2017 poco più di 3.000, cioè meno dello 0,001% della popolazione;
- Protestantesimo: in Uzbekistan sono presenti protestanti di orientamento battista, luterano, metodista, presbiteriano e avventista.

Tra le maggiori denominazioni protestanti presenti nel Paese si possono citare:
- Unione battista in Uzbekistan;
- Chiesa evangelica luterana di Germania;
- Chiesa battista coreana;
- Chiesa metodista coreana;
- Chiesa presbiteriana coreana;
- Chiesa cristiana avventista del settimo giorno.[3]